# ارنست چین
ارنست بوریس چین (انگلیسی: Ernst Boris Chain؛ ۱۹ ژوئن ۱۹۰۶–۱۲ اوت ۱۹۷۹) زیست‌شیمیدان اهل بریتانیا و زاده آلمان بود که در سال ۱۹۴۵ به خاطر کار روی پنی‌سیلین برنده جایزه نوبل فیزیولوژی و پزشکی شد.